# Еврейский музей Бельгии
Еврейский музей Бельгии (фр. Musée Juif de Belgique, нидерл. Joods Museum van Belgïe) — музей в Брюсселе, расположенный на улице Миним, 21.

## Коллекция
В музее представлена большая коллекция объектов иудейской культуры из Европы, Азии и Африки начиная с XVIII века, а именно: 750 объектов иудейского культа, 1250 произведений искусства, 20 тысяч исторических фотографий, 5 тысяч афиш, а также большое количество аудиоматериалов.

## Происшествия
24 мая 2014 года у здания музея и внутри него была открыта стрельба. В результате погибли двое работников музея и семейная пара из Израиля
.